# Sungai Rengas
Sungai Rengas is een bestuurslaag in het regentschap Muko-Muko van de provincie Bengkulu, Indonesië. Sungai Rengas telt 595 inwoners (volkstelling 2010).